# Colby Granstrom
Colby Granstrom (Lake Stevens, 21 settembre 1990) è un ex sciatore alpino statunitense.

## Biografia
Granstrom, originario di Everett, ha fatto il suo esordio in gare FIS il 20 dicembre 2005, disputando uno slalom speciale a Mammoth Mountain e classificandosi 35º. Ha debuttato in Nor-Am Cup nello slalom gigante di Keystone del 26 novembre 2007, piazzandosi 44º, e in Coppa Europa nello slalom speciale di Kirchberg in Tirol del 18 gennaio 2010, senza completare la prima manche.
Nel 2010 ai Mondiali juniores disputati nella regione del Monte Bianco, in Francia, ha conquistato la medaglia d'oro nella combinata. Il 14 novembre dello stesso anno ha fatto il proprio esordio in Coppa del Mondo nello slalom speciale di Levi, in Finlandia, senza qualificarsi per la seconda manche, mentre il 12 dicembre successivo ha conquistato la sua prima vittoria in Nor-Am Cup nella supercombinata tenutasi sulle nevi di Panorama in Canada. Il 22 gennaio 2012 ha ottenuto a Kitzbühel in slalom speciale i suoi primi punti, nonché suo miglior piazzamento, in Coppa del Mondo (24º).
Ha preso per l'ultima volta il via in Coppa del Mondo il 9 marzo 2014 a Kranjska Gora in slalom speciale, senza completare la prova; il 15 marzo successivo ha ottenuto la sua ultima vittoria, nonché ultimo podio, in Nor-Am Cup al Parco olimpico del Canada di Calgary in slalom speciale e al termine della stagione ha vinto la classifica di slalom speciale della Nor-Am Cup. Si è ritirato al termine di quella stessa stagione 2013-2014; la sua ultima gara è stata uno slalom speciale FIS disputato il 31 marzo a Sun Valley, non completato da Granstrom. In carriera non ha preso parte né a rassegne olimpiche né iridate.

## Palmarès

### Mondiali juniores
- 1 medaglia:
  - 1 oro (combinata a Monte Bianco 2010)

### Coppa del Mondo
- Miglior piazzamento in classifica generale: 131º nel 2012

### Nor-Am Cup
- Miglior piazzamento in classifica generale: 2º nel 2011
- Vincitore della classifica di slalom speciale nel 2014
- 16 podi:
  - 4 vittorie
  - 7 secondi posti
  - 5 terzi posti

#### Nor-Am Cup - vittorie
| Data             | Località | Paese       | Specialità |
| ---------------- | -------- | ----------- | ---------- |
| 12 dicembre 2010 | Panorama | Canada      | SC         |
| 16 marzo 2013    | Calgary  | Canada      | SL         |
| 6 febbraio 2014  | Stowe    | Stati Uniti | SL         |
| 15 marzo 2014    | Calgary  | Canada      | SL         |

Legenda:

SL = slalom speciale

SC = supercombinata

### Australia New Zealand Cup
- Miglior piazzamento in classifica generale: 35º nel 2014
- 1 podio:
  - 1 terzo posto

### Campionati statunitensi
- 2 medaglie[1][2]:
  - 1 oro (slalom speciale nel 2011)
  - 1 bronzo (slalom speciale nel 2013)